# Forelius bahianus
Forelius bahianus é uma espécie de formiga do gênero Forelius. Descrita por Cuezzo em 2000, a espécie é endêmica no Brasil.